# Are a Drag
Are a Drag é o segundo álbum de estúdio da banda Me First And The Gimme Gimmes, lançado em 1999 pela gravadora independente Fat Wreck Chords.
Este álbum possui exclusivamente clássicos de peças teatrais e/ou filmes.
| Críticas profissionais                                                      | Críticas profissionais |
| Avaliações da crítica                                                       | Avaliações da crítica  |
| Fonte                                                                       | Avaliação              |
| --------------------------------------------------------------------------- | ---------------------- |
| allmusic                                                                    | [ 1 ]                  |
| Esta tabela precisa de ser acompanhada por texto em prosa. Consulte o guia. |                        |

## Faixas
1. "Over the Rainbow" (Harold Arlen e Yip Harburg, de The Wizard of Oz) - 1:32
2. "Don't Cry for Me Argentina" (Andrew Lloyd Webber e Tim Rice, de Evita) - 2:29
3. "Science Fiction Double Feature" (Richard O'Brien, de The Rocky Horror Show) - 2:34
4. "Summertime" (George Gershwin, de Porgy and Bess) - 2:10
5. "Favorite Things" (Oscar Hammerstein II and Richard Rodgers, from The Sound of Music) - 1:52
6. "Rainbow Connection" (Paul Williams and Kenneth Ascher, de The Muppet Movie) - 2:18
7. "Phantom of the Opera Song" (Andrew Lloyd Webber, de O Fantasma da Ópera) - 1:45
8. "I Sing the Body Electric" (Stephen Margoshes e Jacques Levy, do musical Fame) - 1:44
9. "It's Raining on Prom Night" (Jim Jacobs e Warren Casey, de Grease) - 2:57
10. "Tomorrow" (Charles Strouse, de Annie) - 1:31
11. "What I Did for Love" (Marvin Hamlisch e Edward Kleban, de Chorus Line) - 1:46
12. "Stepping Out" (Fred Ebb e John Kander, do musical Cabaret) - 3:24